# Глухув (Келецький повіт)
Глухув (пол. Głuchów) — село в Польщі, у гміні Ракув Келецького повіту Свентокшиського воєводства.
Населення — 38 осіб (2011).
У 1975-1998 роках село належало до Келецького воєводства.

## Демографія
Демографічна структура на день 31 березня 2011 року:
|          | Загалом | Допрацездатний вік | Працездатний вік | Постпрацездатний вік |
| -------- | ------- | ------------------ | ---------------- | -------------------- |
| Чоловіки | 16      | 3                  | 10               | 3                    |
| Жінки    | 22      | 2                  | 13               | 7                    |
| Разом    | 38      | 5                  | 23               | 10                   |